# Дас, Анита
Анита Дас (ория ଅନୀତା ଦାସ; 1 октября 1951, Джаджпур Роад — 11 мая 2018, Каттак) — индийская актриса
, снимавшаяся в фильмах на языке ория. За четыре десятилетия карьеры приняла участие более чем в ста фильмах. Трехкратный лауреат Кинопремии штата Орисса.

## Биография
Родилась в городке Джаджпур-Роуд 1 октября 1951 или 1954 года. Её отец, Банамали Дас, был борцом за свободу. Анита была пятой из восьми детей в семье: шести сестер и двух братьев. Она училась в средней школе для девочек Сашибхусан в родном городе до старших классов, затем в предуниверситетском колледже для девушек имени Сайлабалы в Каттаке. Позже она окончила Васьянагарский колледж в Джаджпур-роуд. Во время пребывания в Каттаке она училась пению и танцам у известной в штате Орисса певицы Балакришны Дас.
Дебютировала с небольшой ролью в фильме Jajabara (1975) со Шрирамом Пандой в главной роли.
В своем следующем фильме Krishna Sudama (1976) в паре с Гобиндом Теджем она играла уже главную женскую роль. Анита мгновенно прославилась, благодаря изображению героинь, которые заставляют мужчин плакать.
Она была героиней примерно в десятке фильмов, прежде чем перешла на второстепенные роли. В середине 1970-х годов она снималась преимущественно в мифологических фильмах, а в 1980-х — в социальных драмах. Примерно в то же время она стала играть матерей во всех своих фильмах и стала известна как «лучшая мать» киноиндустрии на языке ория.
Среди наиболее известных её работ в кино — фильмы Ramayan (1980), Swapna Sagara (1983), Gadhi Janile Ghara Sundara (1994), Maa-o-Mamata (1980), Pua Moro Kala Thakura (1988), Bahudibe Mo Jaga Balia (2003), Ki Heba Sua Posile (1991), Gadhi Janile Ghara Sundara (1994), Sathire (2004), Om Shanti Om (2005), Aama Bhitare Kichhi Achhi (2010) и Shapath (2012).
Она также снялась во многих телесериалах и религиозных музыкальных клипах.
За свою карьеру актриса трижды выигрывала кинопремию штата Орисса. Её последним фильмом, вышедшим при жизни, стал Abhay (2017).